# Aleksandr Ragulin
Aleksandr Pavlovič Ragulin (in russo Александр Павлович Рагулин?; Mosca, 5 maggio 1941 – Mosca, 17 novembre 2004) è stato un hockeista su ghiaccio sovietico.

## Palmarès

### Olimpiadi invernali
- Oro a Innsbruck 1964.
- Oro a Grenoble 1968.
- Oro a Sapporo 1972.

### Mondiali
- Oro a Stoccolma 1963.
- Oro a Innsbruck 1964.
- Oro a Tampere 1965.
- Oro a Lubiana 1966.
- Oro a Vienna 1967.
- Oro a Grenoble 1968.
- Oro a Stoccolma 1969.
- Oro a Stoccolma 1970.
- Oro a Berna 1971.
- Oro a Mosca 1973.
- Argento a Praga 1972.
- Bronzo a Ginevra 1961.